# Schülerpension
Die Schülerpension ist eine Sonderform der Pension, in der Kinder aus entfernteren Ortschaften schulnah untergebracht werden, ohne dass zwischen Schülerpension und Schule eine institutionelle Einheit besteht. Allerdings wurden in der Vergangenheit manche Schülerpensionen auch von Lehrern und deren Ehefrauen in eigener Regie betrieben, um einen zusätzlichen Verdienst zu erzielen. Dabei wirkte sich das von den Eltern den ausgebildeten Lehrern entgegengebrachte Vertrauen positiv aus, zudem bestand z. B. in Preußen die Vorschrift, dass Schüler eines Gymnasiums, die nicht bei ihren Eltern lebten, nicht in Gasthäusern untergebracht werden durften. Letztlich sollte dadurch auch gewährleistet werden, dass die Schüler in ihrer Freizeit nicht unbeaufsichtigt waren und in „sittenlose“ Gesellschaft gerieten. Teilweise boten Schülerpensionen auch gemeinsame Freizeitaktivitäten oder zusätzlichen Unterricht etwa in Musik, Tanzen oder gesellschaftlichen Umgangsformen an.
Früher wurden Schülerpensionen auch „Presse“ genannt, weil es in ihnen damals oft darum ging, die Kinder mit Gewalt in eine bestimmte Richtung zu „pressen“. Wenn eine Schülerpension auch Nachhilfeunterricht anbot, wurde der Begriff Schulpresse damit erklärt, dass aus den Schülern bessere Leistungen „herausgepresst“ werden sollten.
Von anderen Internaten unterscheiden sich Schülerpensionen in der Regel dadurch, dass in ihnen nur kleinere Schülergruppen oft verschiedenen Alters wohnen, und dass der Schwerpunkt eher auf der reinen Unterbringung als auf einem pädagogischen Konzept oder Menschenbild (wie z. B. in konfessionellen oder in reformpädagogischen Internaten) liegt. Bis heute ist diese Internatsform nicht nur in Deutschland verbreitet. Allerdings ist ihre Bedeutung durch die Verfügbarkeit weiterführender Schulen auch in ländlichen Gebieten und bessere Verkehrsverbindungen sehr stark gesunken. Literarische Thematisierungen von Schülerpensionen bzw. „Pressen“ finden sich z. B. in den Autobiographien von Johann Gottfried Seume, Gerhart Hauptmann und Joachim Ringelnatz sowie in dem Roman Die Zwille von Ernst Jünger.